# بل کریک (مونتانا)
بل کریک (به انگلیسی: Belle Creek) یک منطقهٔ مسکونی در ایالات متحده آمریکا است که در شهرستان پودر ریور، مونتانا واقع شده‌است. بل کریک ۱٬۰۸۸٫۱۵ متر بالاتر از سطح دریا واقع شده‌است.